# Waitahuna (rivière)
La rivière Waitahuna  (en anglais : Waitahuna River)  est un cours d’eau de l’Île du Sud de la Nouvelle-Zélande

## Géographie
C’est un affluent du fleuve  Clutha.